# ヤン・マティアス

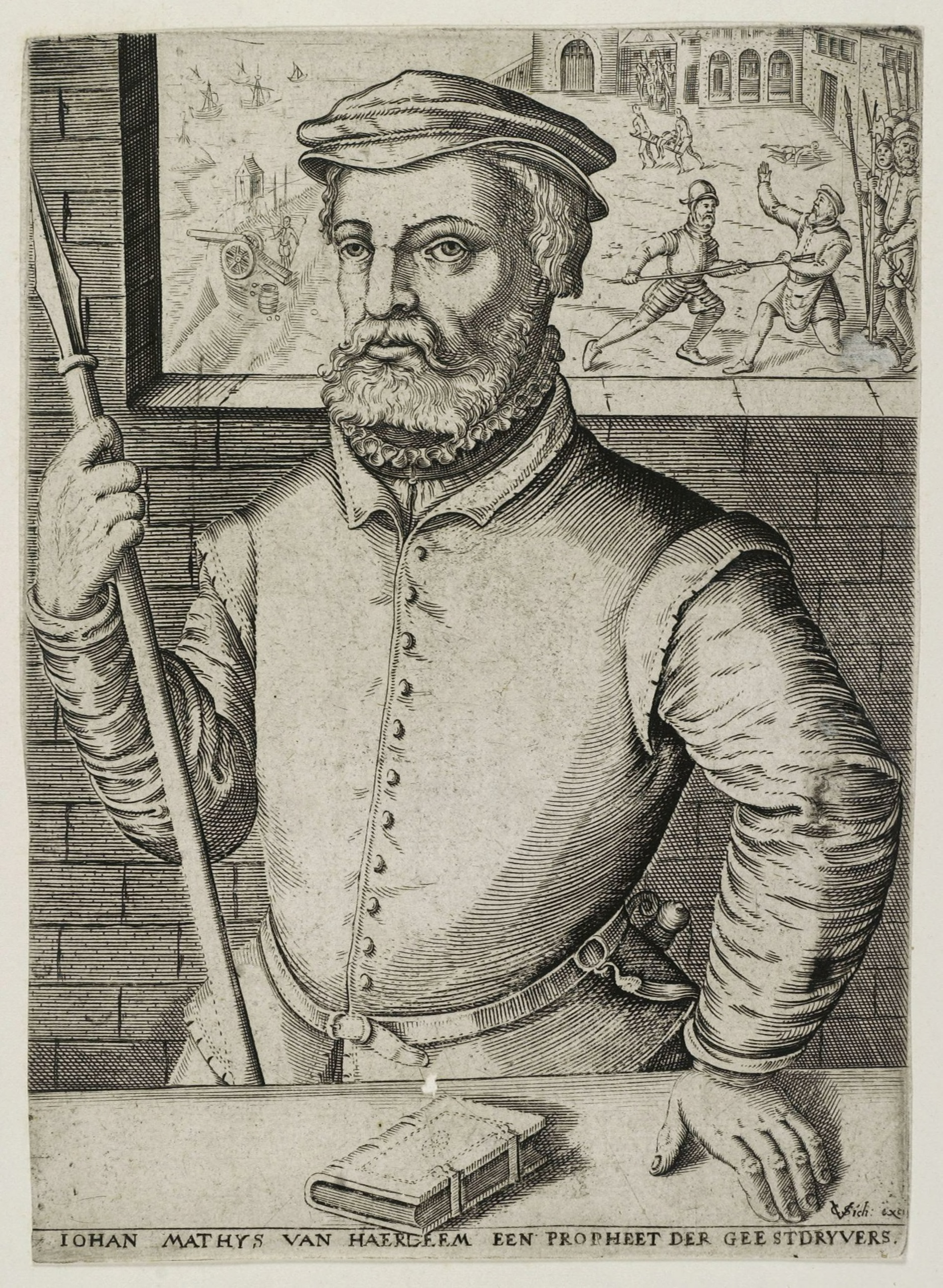
ヤン・マティアス

ヤン・マティアス（Jan Matthys、1500年頃 - 1534年4月5日）は、16世紀の宗教改革期に活動したオランダ出身の再洗礼派の指導者であり、ミュンスターの反乱における主要人物の一人である。ハールレムのパン屋であったマティアスは、メノナイト派の祖となるメノ・シモンズの師であるメルヒオール・ホフマンの影響を受け、再洗礼派に改宗し、その後に指導的立場に上り詰めた。

## 生涯と教義
ヤン・マティアスは、ハールレム（現在のオランダ、北ホラント州）に生まれたとされる。元はパン職人として生計を立てていたが、1520年代にメルヒオール・ホフマンの教えを通じて再洗礼派に改宗した。ホフマンは、成人洗礼を主張し、終末論的な思想を持つ人物であった。ホフマンが投獄された後、マティアスは再洗礼派の中で頭角を現し、数千人の信者に洗礼を施した。
マティアスは、ホフマンの非暴力主義的な教義とは異なり、抑圧に対しては武力による抵抗が必要であるという見解を持っていた。彼は自らを預言者であるとみなし、神の啓示を受けると主張した。

## ミュンスターの反乱
1534年、再洗礼派の反乱が神聖ローマ帝国のミュンスター司教領の首都ミュンスター市を支配した。マティアスの弟子であったヤン・ファン・ライデン（Jan van Leiden）と地元の商人たちがマティアスをミュンスターへ招いた。マティアスはミュンスターを「新エルサレム」であると宣言し、1534年1月5日、彼の一部の弟子たちが市内に入り、成人洗礼を導入した。改革派のベルンハルト・ロートマンもこれを受け入れ、すぐに1,000人以上の成人信者が洗礼を受けた。
マティアスと再洗礼派の指導者たちは、市を追放されたフランツ・フォン・ヴァルデック司教に宣戦布告し、司教はミュンスターを包囲した。マティアスはミュンスター市内のルター派やカトリック教徒を追放し、私有財産の没収による財産共有制を導入した。また、反対派の粛清も実行された。

## 最期
1534年4月の復活祭の日曜日、マティアスは邪悪な者たちに対する神の審判がその日に下ると預言していた。彼は、自身がギデオンに次ぐ預言者であるという信念のもと、わずか12人の従者を率いて市外へ攻撃に出た。しかし、マティアスと彼の部隊は帝国諸侯の軍隊によって囲まれ、殺害された。彼の遺体は切り刻まれ、見せしめとして樽に詰められて市内に投げ込まれたと伝えられる。彼の死後、ヤン・ファン・ライデンが再洗礼派の指導者の地位を継承し、ミュンスターでの再洗礼派の支配は1535年6月まで続いた。

## 関連作品
- 『キング・フォー・バーニング』（原題『König der letzten Tagen (終わりの日の王)』） - テレビドラマ ZDF製作、ドイツ、1994年、監督： トム・トエレ